# Slanec
Slanec este o comună slovacă, aflată în districtul Košice-okolie din regiunea Košice. Localitatea se află la altitudinea de 343 m deasupra n.m., se întinde pe o suprafață de 20,46 km2 și în 2017 număra 1.479 de locuitori. Se învecinează cu comuna Slančík.

## Istoric
Localitatea Slanec este atestată documentar din 1230.

## Demografie
| An:                | 1994 | 2004   | 2014   | 2024   |
| ------------------ | ---- | ------ | ------ | ------ |
| Număr de persoane: | 1231 | 1315   | 1445   | 1500   |
| Diferență:         |      | +6,82% | +9,88% | +3,80% |

| An:                | 2023 | 2024   |
| ------------------ | ---- | ------ |
| Număr de persoane: | 1481 | 1500   |
| Diferență:         |      | +1,28% |